# Nerw biodrowo-pachwinowy
Nerw biodrowo-pachwinowy (łac. nervus ilioinguinalis) – w anatomii człowieka nerw odchodzący od pierwszej pętli splotu lędźwiowego, łączącej część dolną nerwu podżebrowego (Th12) z gałęzią brzuszną pierwszego nerwu lędźwiowego (L1). Jest nerwem mieszanym: czuciowym i ruchowym.

## Przebieg
W swym początkowym odcinku po wyjściu z mięśnia lędźwiowego większego przebiega między mięśniem czworobocznym lędźwi a nerką, w dalszym odcinku między mięśniami przednimi brzucha. Przebija mięsień skośny wewnętrzny brzucha, biegnie w kierunku przyśrodkowym i dołącza do powrózka nasiennego. Przebiega następnie przez pierścień pachwinowy powierzchowny, oddając swe gałęzie końcowe skórne.

## Obszar unerwienia
Ruchowo nerw ten zaopatruje dolne odcinki mięśni: poprzecznego, skośnego zewnętrznego i wewnętrznego brzucha. Czuciowo zaopatruje otrzewną ścienną, skórę wzgórka łonowego, skórę przyśrodkowej części bruzdy pachwinowej i okolicy podpachwinowej, a także u mężczyzn skórę przedniego odcinka moszny a u kobiet skórę przedniego odcinka warg sromowych większych.